# Цис-регуляторные элементы
Цис-регуляторные элементы (или цис-элементы) — участки ДНК или РНК, регулирующие экспрессию генов, находящихся на той же молекуле (обычно хромосоме).
Цис-регуляторные элементы часто являются сайтами связывания одного или нескольких транс-факторов. Цис-элементы могут быть расположены upstream (то есть до) от кодирующей последовательности нуклеотидов регулируемого гена (например, таковы последовательности промоторных участков), в интроне, или downstream (то есть после) регулируемой последовательности нуклеотидов, либо в нетранслируемой или нетранскрибируемой области.
Примером цис-регуляторного элемента является операторный участок лактозного оперона. Последовательность ДНК связывается репрессором лактозного оперона, что предотвращает транскрипцию близлежащих генов. Сам по себе операторный участок не кодирует белки или РНК. Другими примерами цис-элементов могут служить IRES, ТАТА-бокс, фреймшифт-элемент.
В отличие от цис-элементов, транс-регуляторные элементы это диссоциирующие молекулы, обычно белки, которые изменяют активность генов, значительно удаленных от места транскрипции соответствующих мРНК.